# Dorfkirche Gräfendorf (Krölpa)

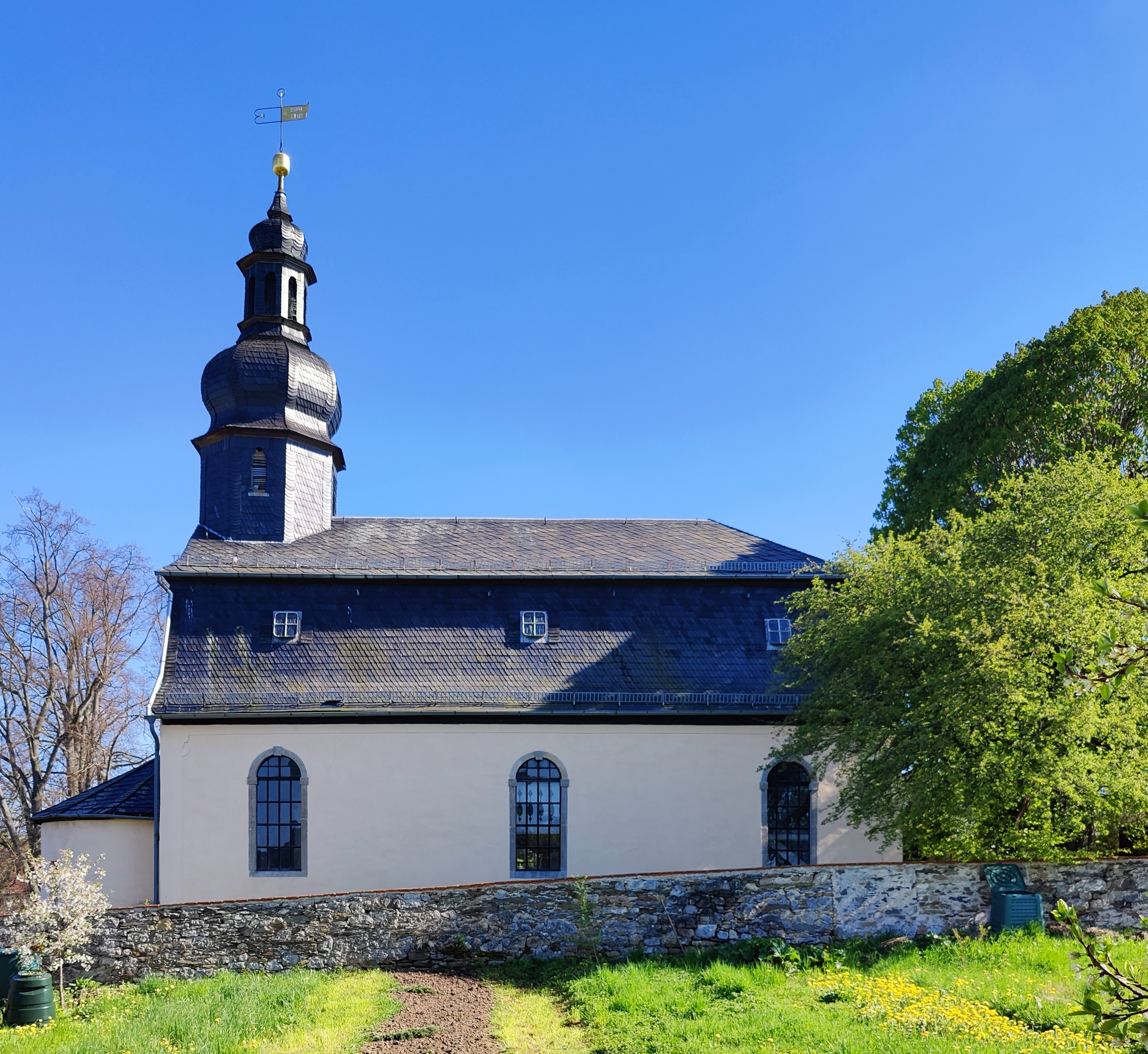
Dorfkirche Gräfendorf

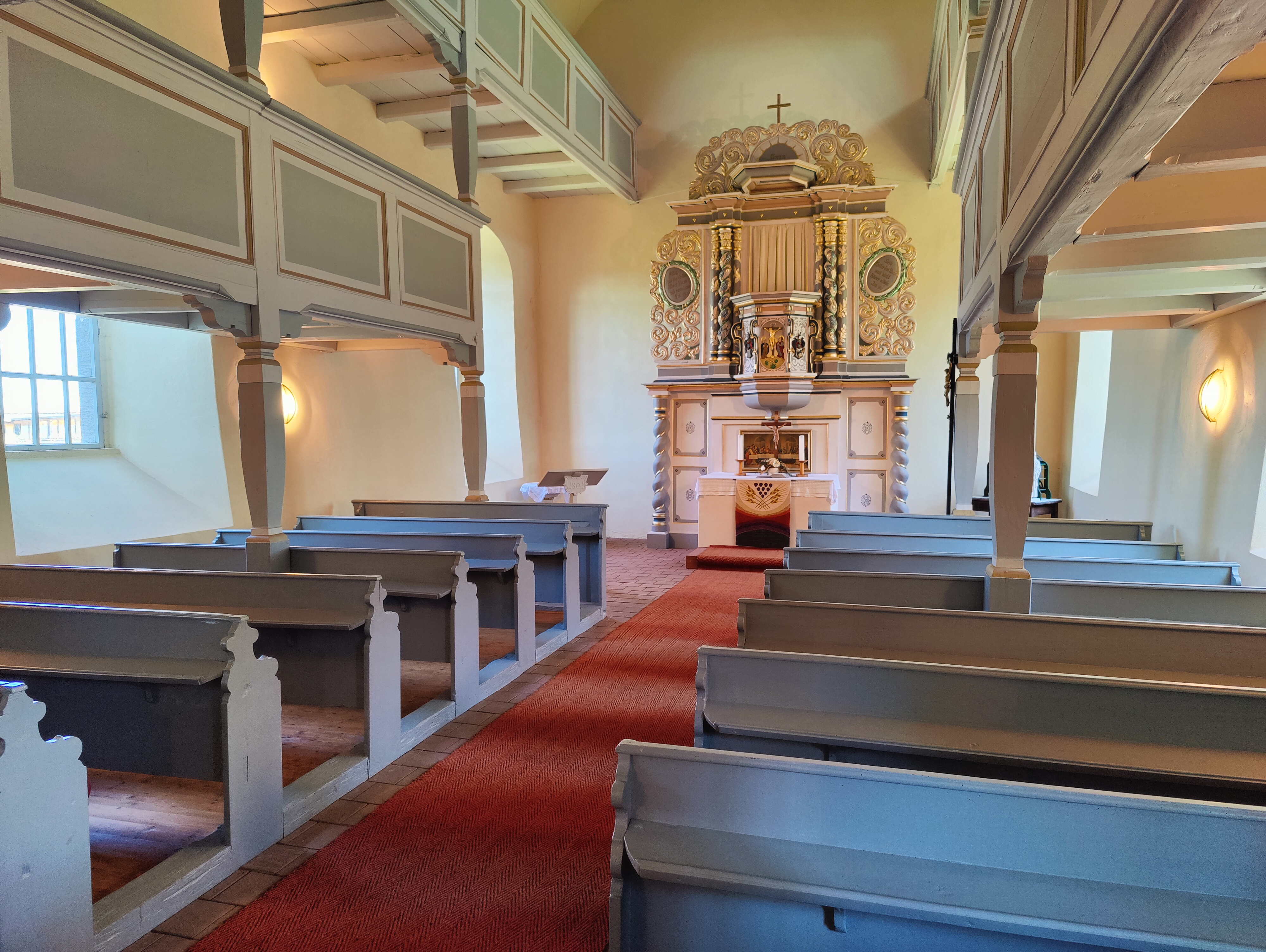
Innenraum (2023)

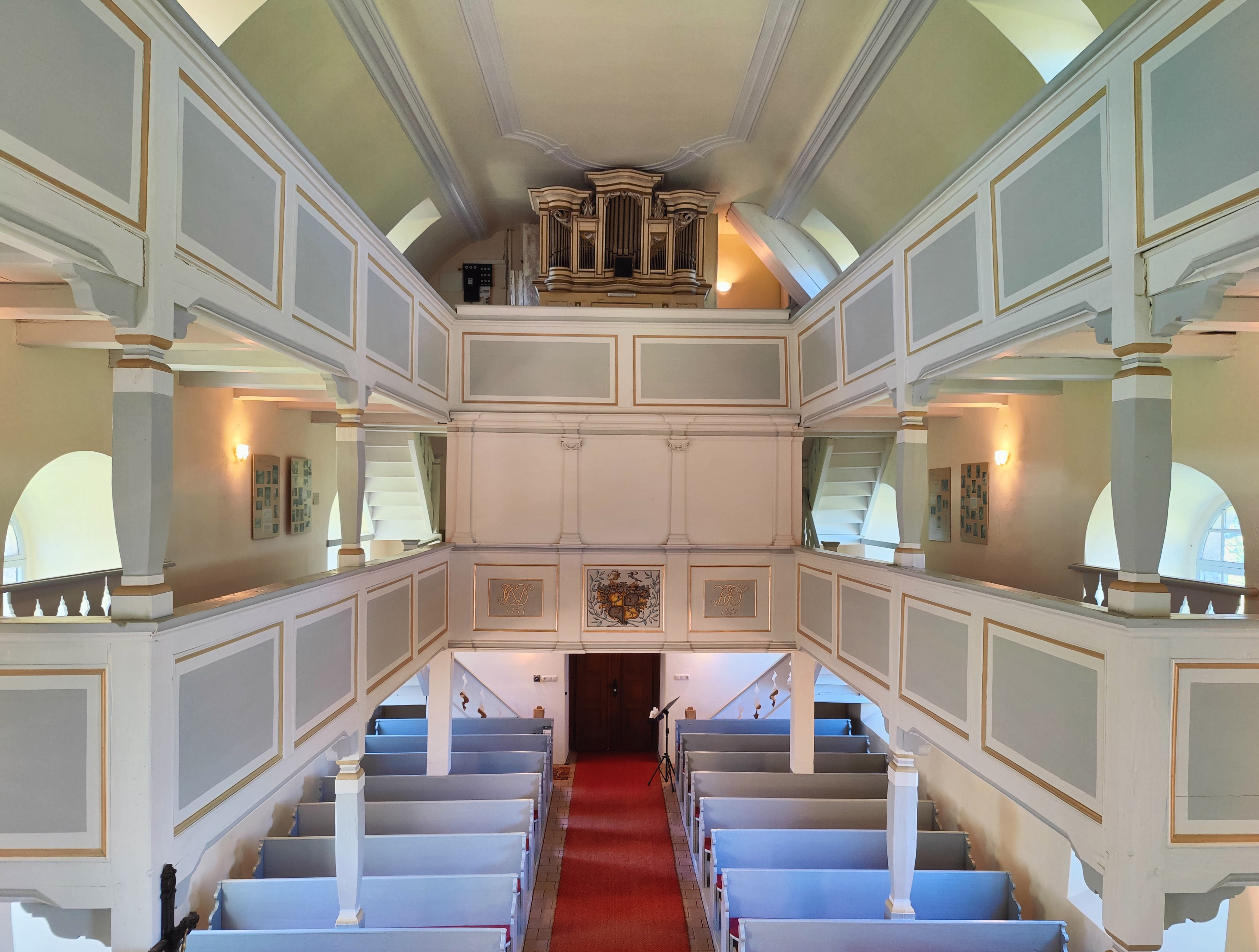
Innenraum, Blick zur Orgel

Die evangelisch-lutherische Kirche Gräfendorf steht in der Krölpaer Straße von Gräfendorf, einem Ortsteil der Gemeinde Krölpa im thüringischen Saale-Orla-Kreis. Die Kirchengemeinde Gräfendorf gehört zur Pfarrei Granis im Kirchenkreis Schleiz der Evangelischen Kirche in Mitteldeutschland.

## Beschreibung
Die Saalkirche erhielt im Jahre 1752 ihre heutige Gestalt. Über der Eingangstür des Mauerzugs nennt eine kleine Kartusche das Baujahr 1752. Die Apsis mit ihren kleinen Fenstern im Osten stammt noch aus dem 12./13. Jahrhundert. Aus dem schiefergedeckten Mansarddach erhebt sich im Osten ein Dachreiter, der ein achtseitiges Geschoss für den Glockenstuhl und die Turmuhr hat. Er ist mit einer Haube bedeckt, auf der eine offene Laterne thront. Im Glockenstuhl hängen zwei Bronze Glocken, die beide vor dem Ersten Weltkrieg gegossen wurden. Daneben, an der rechten Seite, steht auf einem kleinen Tisch das alte, nicht mehr gebrauchte Uhrwerk.
Der Innenraum ist mit einem hölzernen Tonnengewölbe überspannt. Die zweigeschossigen Emporen ziehen sich um den Raum. Ihre Brüstungen sind mit Rollwerk und Beschlagwerk verziert. Auf der unteren Empore befindet sich im Westen die alte Patronatsloge. Sie dient heute der Verwahrung von Archivgut. Deshalb sind ihre Fenster heute mit Holz verkleidet. Auf der oberen Empore befindet sich die Orgel. Sie hat acht Register, verteilt auf ein Manual und Pedal. Sie wurde 1750 von Andreas Franke gebaut und zum letzten Mal 1998 von Hartmut Schüßler nach Feuchtigkeitsschäden notrepariert.
Der Triumphbogen zeigt noch die alten Kämpfer. Eine Kanzel stand einst außen am Triumphbogen, davon zeugt innen an der Ostseite ein vermauerter Durchbruch. Heute steht ein Kanzelaltar aus der Mitte des 18. Jahrhunderts in der Mitte des Bogens. Sein steinerner, polygonaler Korb stammt allerdings aus der ersten Hälfte des 17. Jahrhunderts. Das geschnitzte Dekor, Kreuzigung an der Vorderseite, rechts und links flankiert von Wappen derer von Brandenstein und Watzdorf, entstammt der Zeit des Rokoko. Der Schalldeckel ist mit einer Heiliggeisttaube bemalt. Ein einfaches Taufbecken aus Holz auf Baluster ist dem späten Barock zuzurechnen. Der Ambo von 1801 ergänzt die Kirchenausstattung. Die Kirche wurde 1828 bis 1832 renoviert. Die letzte umfangreiche Sanierung, hauptsächlich in Eigenleistung, fand 1996–1998 statt. 2011–2013 folgten eine Reparatur der Uhrenanlage und des Geläuts sowie die Restaurierung des Turmknopfes und der Wetterfahne.